# Novavaks kovid 19 vakcina
Novavaks kovid 19 vakcina koja se prodaje pod brendovima Nuvaxovid i Covovax, je podjedinica vakcine protiv kovida 19 koju su razvili Novavaks i Koalicija za inovacije u pripremi za epidemiju (Coalition for Epidemic Preparedness Innovations CEPI).  Puni rezultati Nuvaksovog ključnog ispitivanja faze III objavljeni su u decembru 2021. godine.
Vakcini se daje u dve doze  i stabilna je na temperaturi od 2—8 °C (36—46 °F) u frižideru. Najčešći neželjeni efekti uključuju glavobolju, mučninu ili povraćanje, bol u mišićima i zglobovima, osetljivost i bol na mestu injekcije, umor i loše opšte stanje.

## Medicinska upotreba
Novavaks COVID-19 vakcina je indikovana za aktivnu imunizaciju radi sprečavanja kovida-19 izazvanog SARS-CoV-2 kod osoba starijih od 18 godina.

## Efikasnost
Vakcina se generalno smatra efikasnom ako je procena ≥50% sa >30% kao donjom granicom  od 95% intervala poverenja.  Efikasnost je usko povezana sa efektivnošću, za koju se generalno očekuje da će se vremenom polako smanjivati.
Kompanija je u decembru 2021. izvestila da je njeno ispitivanje faze 3 pokazalo da je vakcina postigla svoju primarnu krajnju tačku prevencije infekcije najmanje 7 dana nakon druge doze. Ukupna efikasnost je bila 90,4%, a efikasnost protiv umerene do teške bolesti 100%.
| Doza vakcine | Težina bolesti   | Omikron          | Delta            | Alfa             | Gama             | Beta             | Drugi ranije cirkulišući virusi |
| ------------ | ---------------- | ---------------- | ---------------- | ---------------- | ---------------- | ---------------- | ------------------------------- |
| 1            | Simptomatski     | Nije prijavljeno | Nije prijavljeno | 83% (74–90%)     | Nije prijavljeno | Nije prijavljeno | 83% (74–90%)                    |
| 1            | Bolničko lečenje | Nije prijavljeno | Nije prijavljeno | Nije prijavljeno | Nije prijavljeno | Nije prijavljeno | Nije prijavljeno                |
| 2            | Simptomatski     | Nije prijavljeno | Nije prijavljeno | 86% (71–94%)     | Nije prijavljeno | 51% (−1 to 76%)  | 96% (74–99%)                    |
| 2            | Bolnički lečeno  | Nije prijavljeno | Nije prijavljeno | 100%             | Nije prijavljeno | Nije prijavljeno | 100%                            |

### Ispitivanje u Velikoj Britaniji
Dana 28. januara 2021, Novavaks je izvestio da su preliminarni rezultati ispitivanja u Ujedinjenom Kraljevstvu pokazali da je njen kandidat za vakcinu bio efikasan više od 89%.  Međutim, privremeni rezultati ispitivanja u Južnoj Africi pokazali su nižu stopu efikasnosti protiv Beta varijante (loza B.1.351), na oko 50–60%.
Dana 12. marta 2021, Novavaks je objavio da je njihov kandidat za vakcinu bio 96,4% efikasniju u prevenciji originalnog soja kovidan 19 i 86% efikasan protiv Alfa varijante.
Dana 30. juna 2021, studija u The Nev England Journal of Medicine koju je finansirao Novavaks, pokazala je da je vakcina imala ukupnu efikasnost od 83,4% dve nedelje nakon prve doze i 89,7% nedelju dana nakon druge doze. Naknadna  analiza je pokazala efikasnost od 86,3% protiv B.1.1.7 (Alfa) varijante i 96,4% protiv "ne-B.1.1.7 sojeva", od kojih su većina bili "prototipni sojevi" (originalni soj).

### Ispitivanje u Južnoj Africi
Dana 28. januara 2021, Novavaks je izvestio da su privremeni rezultati ispitivanja u Južnoj Africi pokazali nižu stopu efikasnosti u odnosu na Beta varijantu (loza B.1.351), na oko 50–60%.
Dana 12. marta 2021, Novavaks je objavio da se njihov kandidat za vakcinu pokazao 55% efikasan protiv Beta varijante kod ljudi bez HIV/AIDS-a.

### Ispitivanje u u SAD i Meksiku
Dana 14. juna 2021. Novavaks je objavio ukupnu efikasnost od 90,4% u fazi 3 ispitivanja u SAD i Meksiku koja je uključivala skoro 30.000 ljudi starosti od 18 godina i više.
Od ukupno 77 slučajeva kovida 19 pronađenih kod učesnika ispitivanja, 14 se dogodilo u grupi koja je primala vakcinu, dok su se 63 desila u grupi koja je primala placebo.

## Tehnologija
NVKS-CoV2373 je opisan i kao vakcina proteinske podjedinice i vakcina sa česticama nalik virusu,  iako je proizvođači nazivaju „rekombinantnom vakcinom nanočestica“.
Vakcina se proizvodi stvaranjem konstruisanog bakulovirusa koji sadrži gen za modifikovani SARS-KoV-2 šiljasti protein, koji je modifikovan ugradnjom dve aminokiseline prolina da bi se stabilizovao pre-fuzioni oblik proteina; ova ista 2P modifikacija se koristi u nekoliko drugih vakcina protiv kovida 19. Bakulovirus je napravljen da infikuje kulturu ćelija moljca Sf9, koje zatim stvaraju šiljasti protein i prikazuju ga na svojim ćelijskim membranama. Šiljasti protein se sakuplja i sklapa  na sintetičku lipidnu nanočesticu prečnika oko 50 nanometara, od kojih svaki prikazuje do 14 šiljastih proteina.
Formulacija uključuje pomoćno sredstvo na bazi saponina.

## Istorija
U januaru 2020. Novavaks je najavio razvoj kandidata za vakcinu, kodnog naziva NVKS-CoV2373, za uspostavljanje imuniteta na SARS-KoV-2.  Rad Novavaks-a je u konkurenciji za razvoj vakcine među desetinama drugih kompanija.
U martu 2020. Novavaks je najavio saradnju sa kompanijom Emergent BioSolutions u pretkliničkim i ranim fazama humanog istraživanja kandidata za vakcinu. U okviru partnerstva, Emergent BioSolutions je trebalo da proizvodi vakcinu u velikom obimu u svom postrojenju u Baltimoru. Međutim, nakon proizvodnih problema sa vakcinama Johnson & Johnson i Okford–AstraZeneca u svojoj fabrici u Baltimoru i da bi se smanjio teret za fabriku, Novavaks se kasnije udružio sa drugim proizvođačem u novom sporazumu koji je nadgledala vlada SAD.
Ispitivanja su takođe obavljena u Ujedinjenom Kraljevstvu. Prve studije o ljudskoj bezbednosti kandidata, kodnog naziva NVKS-CoV2373, počele su u maju 2020. u Australiji.
U julu 2020., kompanija je objavila da bi mogla dobiti 1,6 milijardi američkih dolara od Operation Varp Speed kako bi ubrzala razvoj svog kandidata za vakcinu protiv koronavirusa do 2021. godine – ako klinička ispitivanja pokažu da je vakcina efikasna. Portparol Novavaksa je izjavio da je 1,6 milijardi dolara došlo od "saradnje" između Ministarstva zdravlja i ljudskih službi i Ministarstva odbrane, gde je general Gustav F. Perna izabran za glavnog operativnog direktora za Varp Speed . Krajem septembra, Novavak je ušao u završnu fazu testiranja svoje vakcine protiv koronavirusa u Velikoj Britaniji. Najavljeno je da će još jedno veliko ispitivanje početi do oktobra u SAD.

### Klinička ispitivanja
Faza I i II
Dana 26. maja 2020. godine, u Melburnu su počela prva australska ispitivanja na ljudima kandidati za prijem vakcine protiv kovida 19, Novavaksovog NVKS-CoV2373. Istraživanje je ključivalo oko 130 volontera starosti od 18 do 59 godina.
Faza III
Dana 24. septembra 2020. Novavaks je počeo sa ispitivanjem faze III sa 15.000 ispitanika u UK.
U decembru, Novavaks je započeo ispitivanje faze III PREVENT-19 (NCT04611802) u SAD i Meksiku, koje su finansirali NIAID i BARDA.
Dana 3. maja 2021. Novavak je pokrenuo pedijatrijsko kliničko ispitivanja faze III, sa 3.000 adolescenata starosti 12–17 godina.

### Proizvodnja
Dana 24. februara 2021. Novavaks se udružio sa farmaceutskom kompanijom Takeda za proizvodnju vakcine u Japanu, gde je njen kandidat za vakcinu protiv kovida 19 poznat kao TAK-019.
Novavak je potpisao ugovor sa Institutom za serum Indije za masovnu proizvodnju za zemlje u razvoju i zemlje sa niskim prihodima.
Takođe je objavljeno da će vakcinu proizvoditi u Španiji i u Poljskoj kompanija Mabion.
Antigeni se proizvode u Novavaksovoj fabrici Novavaks CZ u Češkoj Republici, Novavaks CZ je takođe nosilac dozvole za stavljanje u promet sa odobrenjem EU.
Dana 26. maja 2021. Institut za serum Indije saopštio je da je započeo proizvodnju kandidata za vakcinu Novavaks kovid 19 (u Indiji brendiran kao Covovax) nakon što je dobio dozvolu od indijske vlade.

## Napomene
1. ↑  SZO preporučuje da uspešne vakcine pokažu procenjeno smanjenje rizika od najmanje jedne polovine, sa dovoljnom preciznošću da se zaključi da je stvarna efikasnost vakcine veća od 30%. To znači da CI od 95% za rezultat ispitivanja treba da isključi efikasnost manju od 30%. Trenutne smernice američke administracije za hranu i lekove uključuju ovu donju granicu od 30% kao kriterijum za licenciranje vakcine.

## Spoljašnje veze
|  | Molimo Vas, obratite pažnju na važno upozorenje u vezi sa temama iz oblasti medicine (zdravlja). |